# Duvalia (Pflanze)
Duvalia ist eine Pflanzengattung in der Unterfamilie Seidenpflanzengewächse (Asclepiadoideae), die der Familie Hundsgiftgewächse (Apocynaceae) zugerechnet wird. Die Gattung ist nach dem französischen Arzt und Botaniker Henri Auguste Duval (1777–1814) benannt.

## Merkmale
Die Duvalia-Arten sind stammsukkulente, ausdauernde Pflanzen mit niedrigem, flächigem Wuchs. Die Triebe sind keulig, zylindrisch bis kugelig, im Querschnitt vier-, fünf- oder sechskantig und bis etwa 10 cm lang. Sie sind grün, graugrün oder auch rötlich gefleckt. Die Blätter sind sehr klein und dreieckig.
Die meist flach auf dem Boden liegenden Blüten erscheinen nahe der Triebbasis sukzessive über einen längeren Zeitraum. Die Blütenstiele sind lang und kahl. Die zwittrigen, radiärsymmetrischen Blüten messen 1 bis 5 cm im Durchmesser und sind fünfzählig. Die Krone ist gelb, ockerfarben, braun, rot bis dunkelviolett. Die fünf Kronzipfel sind flach oder entlang des Mittelnervs umgeschlagen. Staminale und interstaminale Nebenkrone sind zu einer flachen Scheibe verwachsen. Die äußeren, spindelförmig zugespitzten Fortsätzen der staminalen Nebenkrone sind gebogen und zeigen nach oben.
Die Balgfrüchte weisen eine Länge von bis zu 18 cm und einen Durchmesser von bis zu 1 cm im auf und enthalten etwa 40 bis 120 Samen. Die flach-elliptischen, braunen Samen tragen ein Haarbüschel.

## Vorkommen
Die Gattung Duvalia hat ein disjunktes Areal und ist auf der Arabischen Halbinsel, im nordöstlichen und im südlichen Afrika verbreitet.

## Systematik

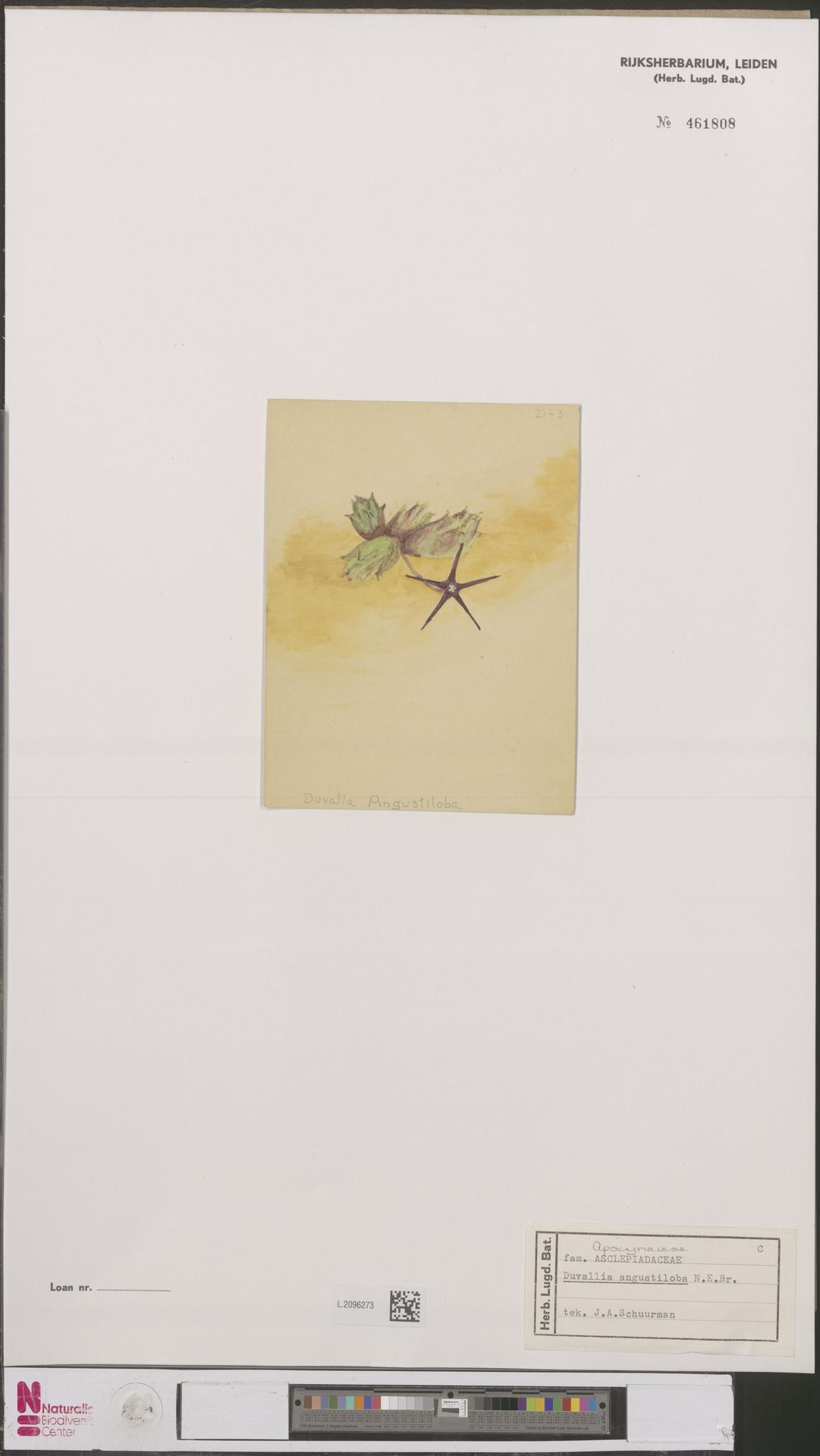
Illustration von Duvalia angustiloba

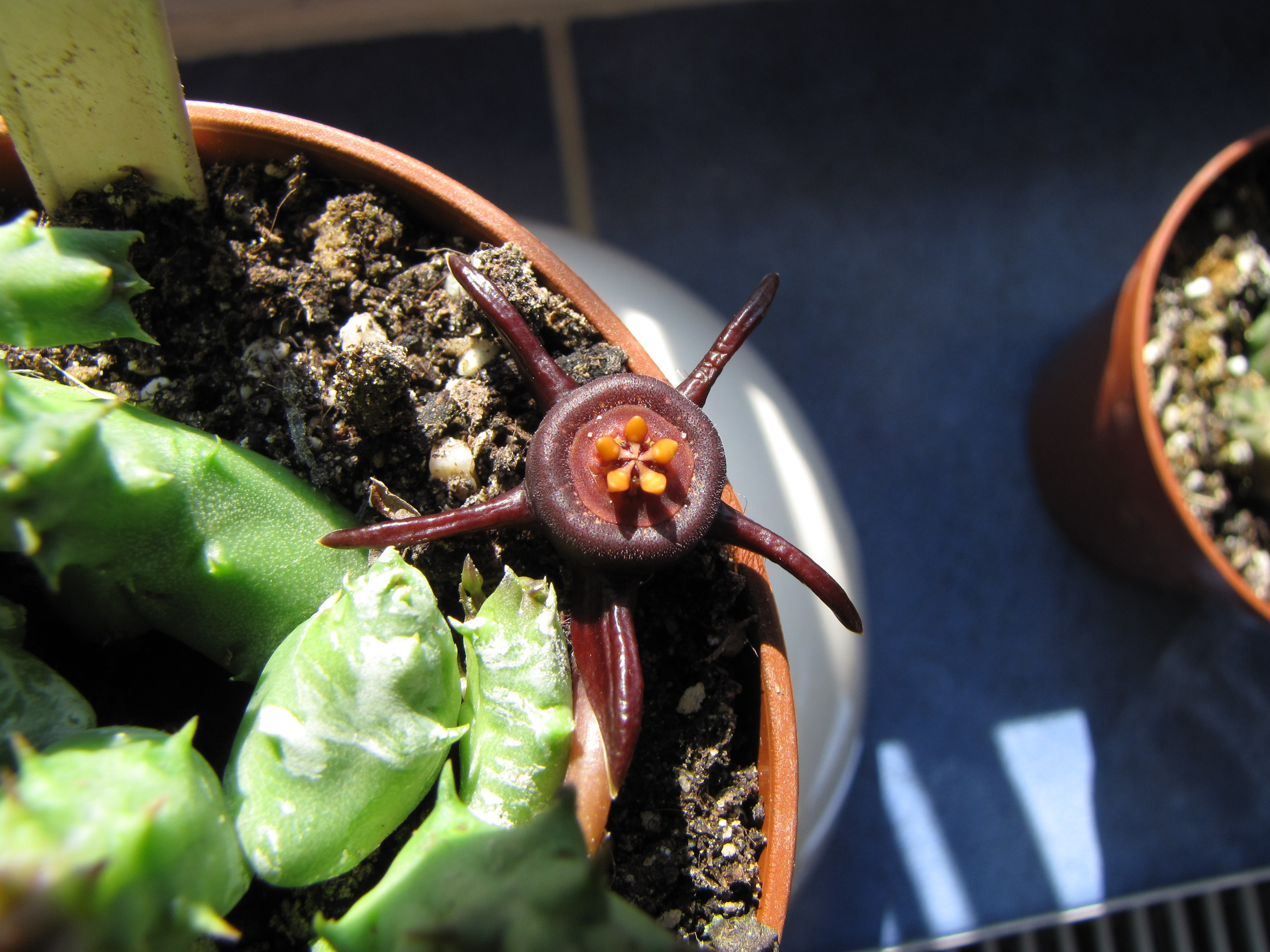
Duvalia caespitosa

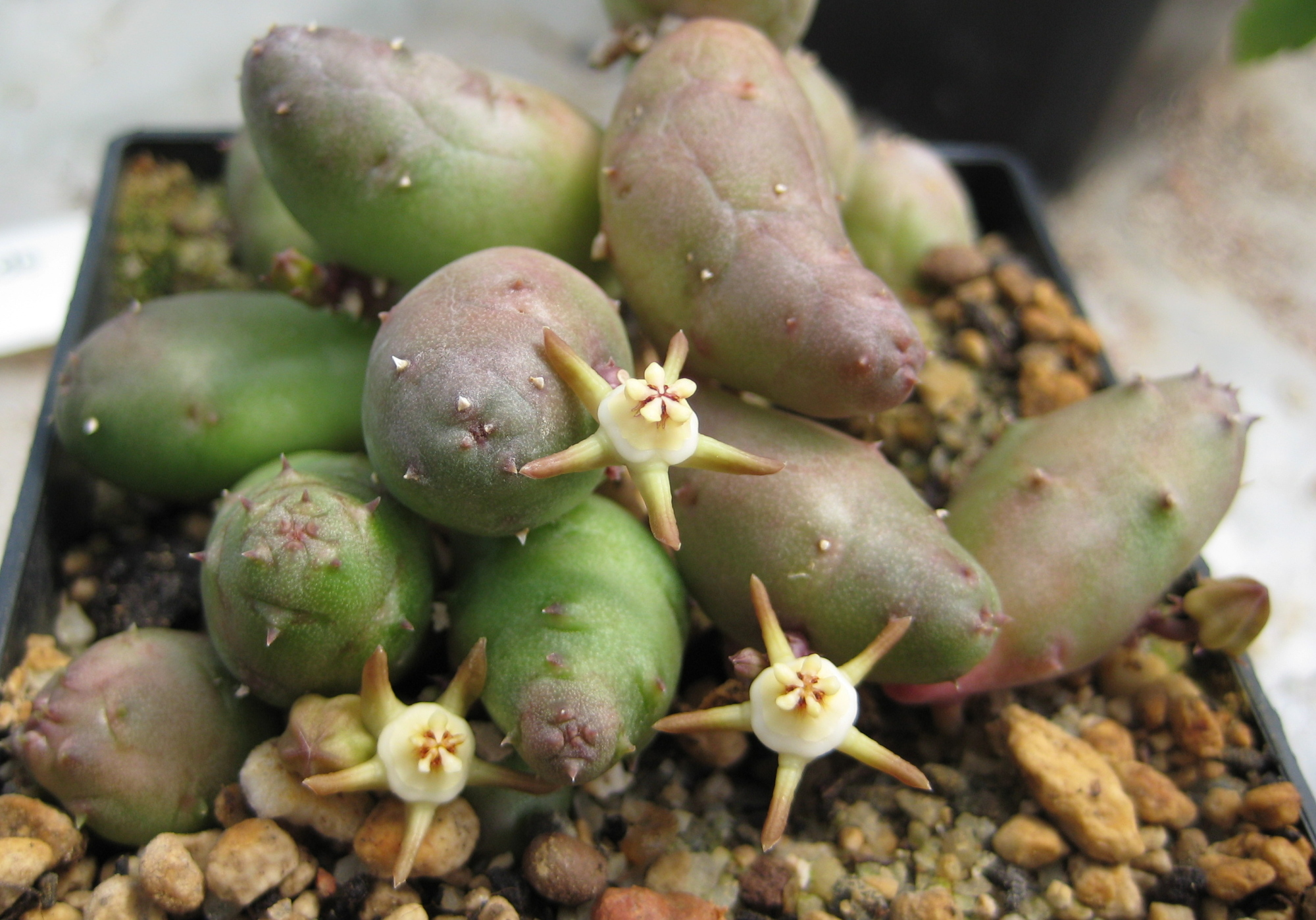
Duvalia parviflora

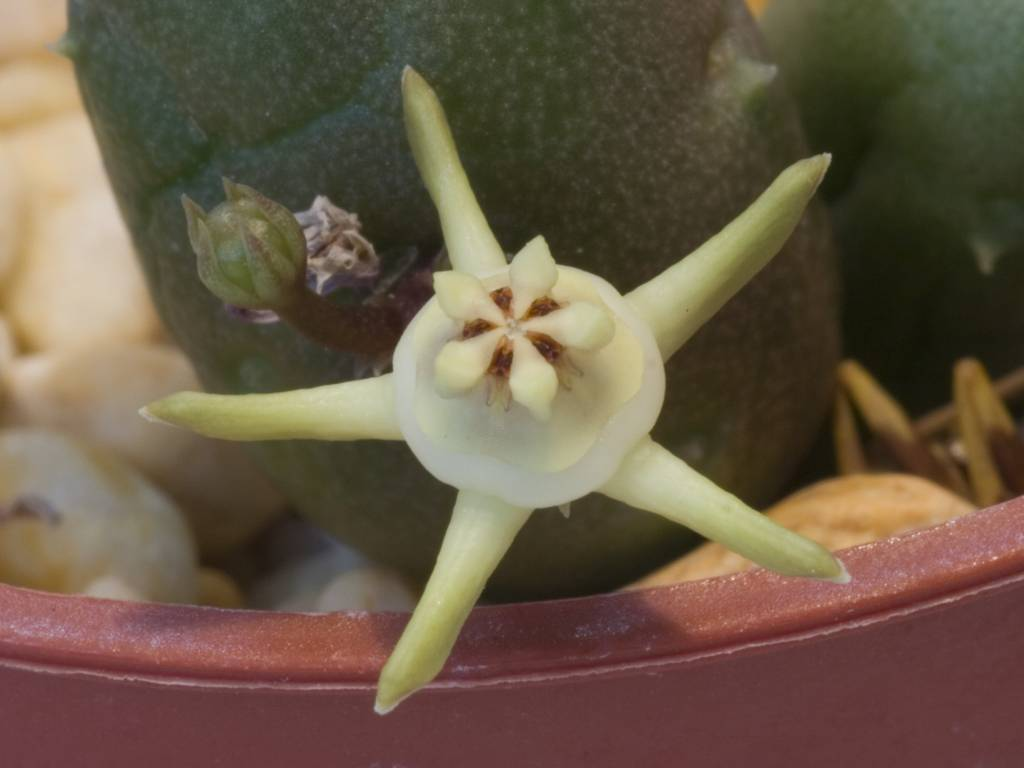
Blüte von Duvalia parviflora

Die Gattung Duvalia wurde durch Adrian Hardy Haworth in Syn. Pl. Succ. 44 (1812) gültig beschrieben. 1813 erhielt auch eine Gattung der Fabaceae den Namen Duvalia durch Aimé Jacques Alexandre Bonpland in Descr. Pl. Malmaison 130. t. 53 (1813); dieser Name ist als späteres Homonym ungültig.
Ulrich Meve und Focke Albers unterteilten 1990 die Gattung Duvalia in die zwei Sektionen Duvalia und Arabica. Meve (In: Albers und Meve) listet 21 Arten, Unterarten und Varietäten auf:
- Duvalia sect. Duvalia
  - Duvalia angustiloba N.E.Br.: Kapprovinz.[2]
  - Duvalia caespitosa (Masson) Haw.: Mit zwei Varietäten:
    - Duvalia caespitosa var. caespitosa: Kapprovinz bis zum Oranje-Freistaat.[2]
    - Duvalia caespitosa var. compacta (Haw.) Meve: Kapprovinz.[2]

  - Duvalia corderoyi (Hook. f.) N.E.Br.: Kapprovinz bis zum Oranje-Freistaat.[2]
  - Duvalia elegans (Masson) Haw.: Südwestliche Kapprovinz.[2]
  - Duvalia gracilis Meve: Östliche Kapprovinz.[2]
  - Duvalia immaculata (C.A.Lückh.) M.B.Bayer ex L.C.Leach: Südwestliche Kapprovinz.[2]
  - Duvalia maculata N.E.Br.: Sie kommt vom südlichen Namibia bis zum Oranje-Freistaat vor.[2]
  - Duvalia modesta N.E.Br.: Südöstliche Kapprovinz.[2]
  - Duvalia parviflora N.E.Br.: Westliche Kapprovinz.[2]
  - Duvalia pillansii N.E.Br.: Südöstliche Kapprovinz.[2]
  - Duvalia polita N.E.Br.: Südliche tropisches Afrika und südliches Afrika.[2]
  - Duvalia pubescens N.E.Br.: Sie kommt vom südwestlichen Namibia bis Südafrika vor.[2]
  - Duvalia vestita N.E.Br.: Südliche Kapprovinz.[2]

- Duvalia sect. Arabica Meve & F.Albers
  - Duvalia eilensis Lavranos: Sie kommt im östlichen Somalia vor.[2]
  - Duvalia galgallensis Lavranos: Sie kommt im nördlichen Somalia vor.[2]
  - Duvalia sulcata N.E.Br.: Mit mehreren Unterarten:
    - Duvalia sulcata subsp. sulcata: Sie kommt vom nordöstlichen Sudan bis zur südwestlichen Arabischen Halbinsel vor.[2]
    - Duvalia sulcata subsp. seminuda (Lavranos) Meve: Sie kommt im Jemen und in Saudi-Arabien vor.[2]
    - Duvalia sulcata subsp. somalensis (Lavranos) Meve: Sie kommt in Äthiopien, in Dschibuti, in Somalia und im Jemen vor. Sie wird von manchen Autoren auch als eigenständige Art angesehen: Duvalia somalensis Lavranos.[2]
    - Duvalia sulcata subsp. sudanensis Plowes: Die 2012 erstbeschriebene Unterart kommt im Sudan vor.[2]

  - Duvalia velutina Lavranos: Sie kommt auf der südwestlichen Arabischen Halbinsel vor.[2]

Ein dubioser Name ist Duvalia anemoniflora (Deflers) R.A.Dyer. & Lavranos.